# Air Putih Kali Bandung
Air Putih Kali Bandung is een bestuurslaag in het regentschap Rejang Lebong van de provincie Bengkulu, Indonesië. Air Putih Kali Bandung telt 943 inwoners (volkstelling 2010).